# Диметилфосфат неодима(III)
Диметилфосфат неодима(III) — неорганическое соединение,
соль неодима и диметилфосфорной кислоты
с формулой Nd[(CH3)2PO4]3,
кристаллы,
растворяется в воде.

## Получение
- Растворение карбоната в растворе диметилфосфорной кислоты:

{\displaystyle {\mathsf {Nd_{2}(CO_{3})_{3}+6H(CH_{3})_{2}PO_{4}\ {\xrightarrow {}}\ 2Nd[(CH_{3})_{2}PO_{4})_{3}\downarrow +3CO_{2}\uparrow +3H_{2}O}}}

## Физические свойства
Диметилфосфат неодима(III) образует кристаллы.
Хорошо растворяется в воде.